# بخارى
بُخَارَى عاصمة ولاية بخارى وتعد خامس مدن أوزبكستان سكانا، تجاور نهر زرافشان ويبلغ عدد سكانها 263 ألف نسمة حسب إحصاء عام 2009. تقع بخارى على طريق الحرير، واتسمت بأنها مركز تجاري هام بالإضافة لكونها مركز للدراسة والثقافة وعلوم الدين. الجزء القديم للمدينة والذي يحتوي على مساجد ومدارس عتيقة تم إعلانه من قبل اليونسكو موقع تراث عالمي.
يتألف سكان المدينة من الطاجيك الناطقين بالطاجيكية والأوزبك، الذين يتحدثون اللغة الأوزبكية.

## الاسم
وَرَدَ أول ذكر لاسم الموقع في مصادر صينية عائدة إلى القرن السابع الميلادي، غير أن دراسة النقوش القديمة تكشف أن الاسم المحلي للمدينة وهو ويهارا أي الدير أو الصومعة، قد ضُرب على مسكوكاتها قبل القرن السابع الميلادي بقرون. وكذلك لا يستبعد أن تكون كلمة «بخارى» محرّفة عن الكلمة السنسكريتية «فيهارا»، وهي البلدة التي اندمجت في بخارى وورد ذكرها عند جغرافيي القرن الرابع الهجري/ العاشر الميلادي.
أطلقت المصادر العربية اسم بخارى خداة على سكان بخارى الأصليين. وقد ضمت المصادر القديمة بإيراد معلومات عن تاريخ بخارى قبل الإسلام. على أن تاريخ هذه المدينة الزاخر الغني بالأحداث الجسام يبدأ بعد الفتح الإسلامي لها.

## جغرافيا
تقع مدينة بخارى في وسط واحة كبيرة على المجرى الأدنى لنهر زرفشان، وعلى ارتفاع نحو 220 متر فوق سطح البحر وعلى خط الطول 64 درجة و 38 دقيقة شرق غرينتش وخط العرض 39 درجة و 43 دقيقة شمال خط الاستواء. وهي إحدى مدن بلاد ما وراء النهر.

## التاريخ

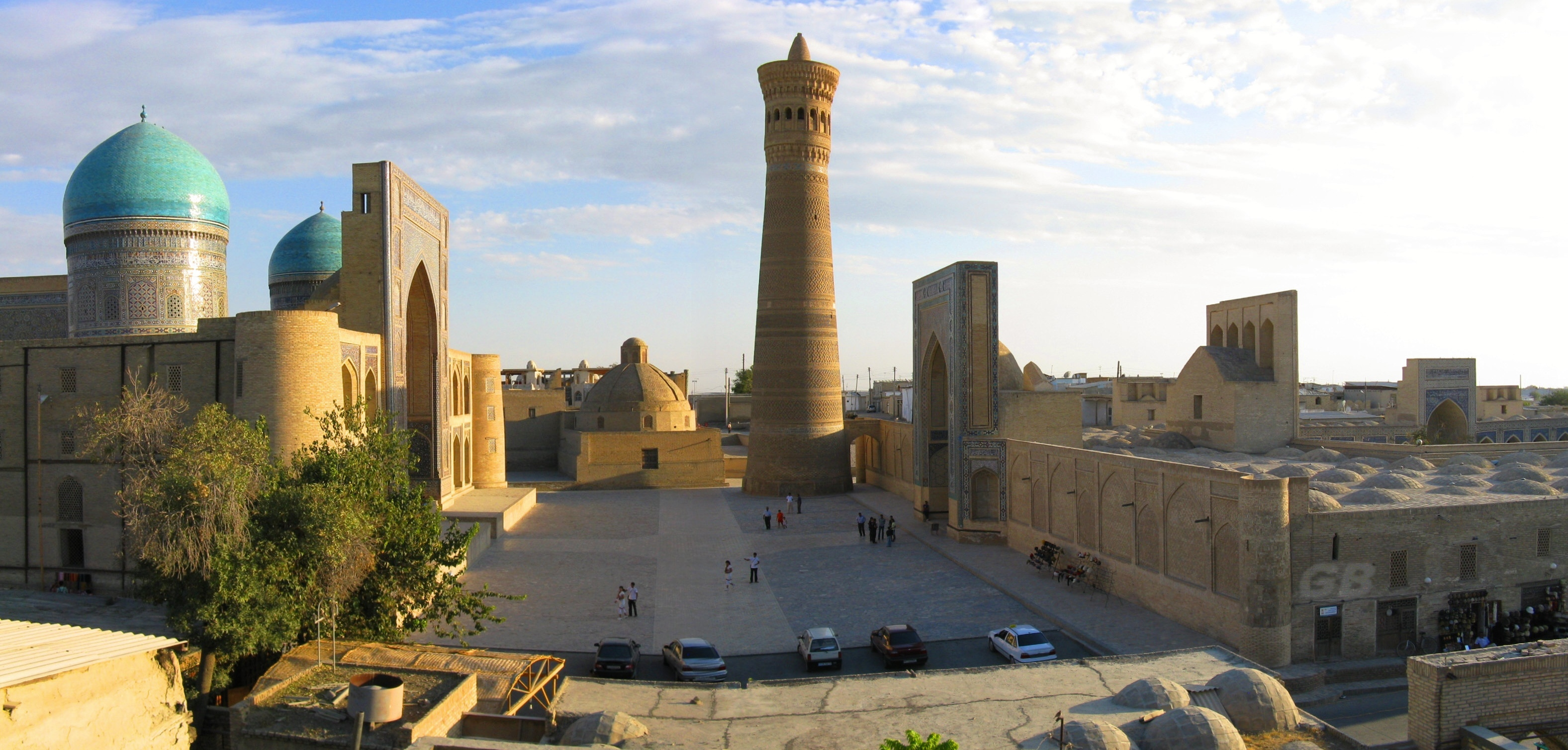
مدرسة مير عرب بنيت في القرن السادس عشر ميلادي على يد أحد الأمراء العرب القادم من اليمن

طبقا للملحمة الشعرية الإيرانية شهنامة، تأسست مدينة بخارى على يد الملك سياوش ابن الشاه كيكاوس، أحد الملوك الأسطورية من أسرة بيشداديان. اختار سياوش هذا الموقع نظرا لتعدد أنهاره ومناخه الدافئ ولوقوعه على طريق الحرير.

### التاريخ القديم
تأسست مدينة بخارى بشكل رسمي في عام 500 قبل الميلاد في المنطقة المسماة آرك. وعلى الرغم من ذلك فقد سكنت واحة بخارى منذ زمن أقدم بكثير. يربط الأثري الروسي كوزمينا حضارة زمان-بابا التي وجدت في واحة بخارى منذ الألف الثالثة قبل الميلاد بانتشار الهنود الإيرانيين عبر آسيا الوسطى. منذ 3000 قبل الميلاد ازدهرت حضارة العصر البرونزي المتقدم التي عرفت باسم حضارة ساباللي في مواقع مثل فاراخشا وفاردان وبايكند وراميتان. في عام 1500 قبل الميلاد أدت عوامل مجتمعة -الجفاف واستخدام الحديد ووصول بدو آريان- إلى تحرك عمراني من المناطق النائية إلى واحة بخارى. بحلول عام 1000 قبل الميلاد اندمج شعبي ساباللي وآريان في حضارة مميزة. حوالى 700 قبل الميلاد ازدهرت هذه الحضارة الجديدة التي عرفت باسم حضارة سوقديانا في المدن-الدول بطول وادي زيرافشان، التي كانت جزءا من الإمبراطورية الأخمينية الفارسية. بحلول 500 قبل الميلاد توسعت تلك التجمعات العمرانية لتندمج في كيان واحد بُني حوله سور، وبذلك ولدت مدينة بخارى، لكن تاريخ تأسيس بخارى غير معروف بالضبط، فأقدم قطع الفخار التي عثر عليها في المدينة تعود إلى عصر المملكة الإغريقية البخترية، وهي الفترة التالية لحملات الإسكندر الأكبر. في زمن الساسانيون كانت هذه المنطقة مزدهرة بالتجارة الخارجية.

### الفتوحات
أغلب الروايات تتفق على أن أول من اجتاز النهر من المسلمين إلى جبال بخارى هو عبيد الله بن زياد والي خراسان سنة 54 هـ / 674م، وكان على عرش بخارى في ذلك الوقت أرملة أميرها التي تجمع أغلب المصادر على تسميتها «خاتون» وهو لفظ تركي معناه «السيدة». وقد أرسلت خاتون إلى الترك تستمدهم فلقيهم المسلمون وهزموهم، فطلبت خاتون الصلح والأمان فصالحها عبيد الله بن زياد على ألف درهم. ثم ولَّى الخليفة معاوية بن أبي سفيان (41- 60 هـ/687- 706 م) سعيد بن عثمان بن عفان خراسان سنة 56 هـ، فقطع النهر وغزا سمرقند وحملت خاتون إليه الأتاوي وأعانته بأهل بخارى، ويذكر النرشخي (286- 348 هـ/899- 959 م) أن «خاتون» حكمت 15 سنة بوصفها وصية على ابنها القاصر طغشاده.
ولكن الحكم الإسلامي لم يتوطد في تلك المنطقة إلا في خلافة الوليد بن عبد الملك (86- 96 هـ) حينما ولَّى الحجاج بن يوسف الثقفي أمير العراقين (75- 95 هـ) قتيبة بن مسلم الباهلي خراسان (86- 96 هـ) وأمره بفتح ما وراء النهر.
فتح قتيبة بخارى سنة 90 هـ وكان حاكمها آنذاك «وردان خداه»، الذي استنجد بالسّغد (الصغد) والترك فأنجدوه، لكن قتيبة انتصر عليهم بعد قتال عنيف، وجُرح خاقان الترك وابنه، وملَّك قتيبة طغشاده بخارى بعد أن أجلى خصومه عنها. وقد قُتل طغشاده سنة 121 هـ في معسكر والي خراسان نصر بن سيار الكناني على يد دهقان من دهاقين بخارى. يذكر النرشخي أن أهل بخارى كانوا يُسْلِمون ثم يرتدون حين يغادرهم العرب، فلما فتح قتيبة المدينة رأى أن أفضل وسيلة لنشر الإسلام بين السكان هو أن يُسكِن العرب بينهم، فأمر أهل بخارى أن يعطوا نصف بيوتهم للعرب ليقيموا معهم ويَطَّلعوا على أحوالهم فيظلوا على إسلامهم، ومن الطبيعي أن يجد إجراء قتيبة مقاومة تجلَّت في موقف قوم ذوي قدر ومنزلة رفضوا قسمة بيوتهم ومتاعهم، فتركوها جملة للعرب وبنوا خارج المدينة 700 قصر بقي منها إلى عهد النرشخي قصران أو ثلاثة كانت تسمى قصور المجوس. وبنى قتيبة المسجد الجامع داخل حصن بخارى سنة 94 هـ/712 م وكان ذلك الموضع بيت أصنام، فلما ازداد انتشار الإسلام لم يعد ذلك المسجد يتسع لهم فبُني مسجدٌ آخر بين السور والمدينة في عهد هارون الرشيد (170- 193 هـ).
وقد درج ولاة خراسان في مرو منذ عهد قتيبة على تولية عامل أو أمير إلى جانب الأمير المحلي، وفي القرن الثالث حينما نقل أمراء خراسان مركزهم إلى نيسابور بقيت بخارى تابعة إدارياً للطاهريون ولاة خراسان، حتى سنة 259 هـ/873 م. ثم ولّى نصر بن أحمد الساماني أمير سمرقند أخاه إسماعيل بخارى بناء على طلب أهلها وعلمائها، ولما تُوفي نصر سنة 279 هـ/892 م صار إسماعيل حاكماً لما وراء النهر، واعترف به الخليفة أميراً على خراسان وما وراء النهر. صارت بخارى عاصمة للدولة السامانية ومركز إشعاع للعلوم والصناعة إلا أنها لم تبلغ في العظمة والثروة شأن سمرقند.

### العصر الساماني
وصف الجغرافيون العرب بخارى في العصر الساماني، وأهم المصادر التي تحدثت عنها كتاب النرشخي «تاريخ بخارى» الذي يذكر أن المدينة أُعيد بناؤها غير مرة لكثرة الخراب الذي ألم بها عبر العصور. ويفرق الجغرافيون العرب في بخارى كما في معظم المدن الإيرانية بين أقسام ثلاثة، القلعة (القهندز في الفارسية الحديثة) والمدينة (الشهرستان في الفارسية) والضاحية أو الرَّبَض الذي يقع بين المدينة والسور الذي بُني حول المدينة في العصور الإسلامية. ضمت القلعة التي كانت خارج المدينة قصر «بخارا خداه»، وقد اتخذ السامانيون قصراً لهم فيها. ومع أن القلعة خُرِّبت مِراراً إبان القرنين السادس والسابع الهجريين /الثاني والثالث عشر الميلاديين، فقد أُعيد بناؤها في موقعها نفسه الذي شُيِّدت فيه أول مرة. وإضافة إلى قصر القلعة، بنى نصر الثاني الساماني (301-331 هـ/914-943 م) قصراً في ريجستان ضم دواوين الدولة العشرة التي يذكر النرشخي أسماءها، ويُشير المُقَدَّسي الذي زار المنطقة نحو سنة 375 هـ بأن دار الملك كانت ما تزال قائمة. فقدت بخارى كثيراً من أهميتها السياسية بعد سقوط الدولة السامانية سنة 389 هـ/999 م. وفي النصف الثاني من القرن الخامس الهجري بنى شمس الملك نصر بن إبراهيم من الفرع الغربي لخانات إيلك (ت 472 هـ) قصراً في جنوبي المدينة أُطلِقَ عليه اسم شمس آباد، وأقام مكاناً للصيد والقنص بقربه، ولكن هذا القصر اندثر في عهد خلفه خِضْر خان.
وكانت بخارى موطن الإمام أبي عبد الله محمد بن إسماعيل البخاري صاحب الجامع الصحيح المعروف بصحيح البخاري، وموطن الشيخ الرئيس ابن سينا الفيلسوف الطبيب (370- 428 هـ).

### خلفاء جنكيز خان
ظلَّت المدينة معقلاً للإسلام ومركزاً للعلوم الدينية في عهد انحطاطها السياسي، حيث شهد القرن السادس ظهور أسرة مرموقة من العلماء فيها هي أُسرة آل برهان التي اعتمد عليها القره خطاي في حكم بخارى، وكان يُطلق على زعيم هذه الأسرة اسم الصدر. في سنة 604 هـ/1207 م انتقل حكم بخارى إلى علاء الدين محمد بن تكَش خوارزم شاه الذي جدَّد بناء القلعة وشيَّد بعض المباني. وفي الرابع من ذي الحجة سنة 616 هـ/10 شباط 1220 م استسلمت بخارى لجيش جنكيز خان، ونُهِبَت المدينة وأُحرقت إلا المسجد الجامع وبعض القصور، ولكنها لم تلبث أن استعادت عافيتها بعد ذلك، إذ يرد ذكرها مدينةً مأهولةً ومركزاً للعلوم في عهد خلفاء جنكيز خان.
وكانت محنة «المغول» أن نزلوا بظاهر المدينة في الرابع من ذي الحجة سنة 616 هـ/10 شباط 1220 م، وتمكنوا من اقتحامها ودخل «جنكيز خان» المسجد الجامع بفرسه، وأذن لجنوده، فقاموا بأعمال النهب والسلب والتخريب في المدينة. وظل الحال هكذا حتى ظهر نفر من جند السلطان «محمد خوارزم شاه» كانوا مختبئين في المدينة، وكانوا يقومون بغارات ليلية على «المغول»، فغضب «جنكيز خان» وأمر بإشعال النار في المدينة. وظل «المغول» يحكمون المدينة فترات طويلة من تاريخها.
لا تتوافر معلومات واضحة عن طريقة حكم هذه المدينة في السنوات الأولى من حكم المغول، وكل ما يعرف هو أن «المُلاَّ» والأشراف كانوا معفيين من الضرائب أسوة بكهنة الأديان الأخرى، وأن أميرة مغولية مسيحية بَنَت المدرسة الخانية في بخارى على نفقتها الخاصة، وأن العلامة المشهور سيف الدين باخرزي (ت 659 هـ/1261 م) عُين مدرساً لهذه المدرسة ومتولياً لها، وأنشأ أحد أشرافها المعروف باسم مسعود بك مدرسة أخرى، سميت المسعودية نسبة إليه، في ميدان بخارى، وكان يتعلَّم في كل من هاتين المدرستين نحو ألف طالب.
وفي سنة 671 هـ/1273 م استولى جيش أباقا حاكم فارس المغولي على بخارى وهدَّمها وشرَّد سكانها، ثم أُعيد بناؤها، ولكنها خُرِّبت ثانية سنة 761 هـ/1359 م من قبل مغول فارس، ويبدو أنه لم يكن لبخارى أهمية في الحياة السياسية لبلاد ما وراء النهر في عهد التيموريين.

### الأوزبك
في نهاية سنة 905 هـ (صيف سنة 1500 م) استولى الأوزبك بقيادة محمد شيباني على بخارى، وبقيت تحت سيطرتهم حتى الثورة الروسية. وكانت دولة الأوزبك كجميع حكومات البدو الرُحَّل ملكاً لكل أعضاء الأسرة الحاكمة، ولذلك انقسمت إلى عدد من الإمارات والولايات الصغيرة، وكانت سمرقند عادة هي عاصمة الخان، وهو أكبر أفراد البيت الحاكم سِنّاً. وقد اتخذ أميران من آل شيبان وهما عبيد الله بن محمود (918-946 هـ/1512-1539 م) وعبد الله بن اسكندر (964-1006 هـ/1557-1598) بخارى عاصمة لهما، وفي عهديهما استعادت بخارى مكانتها مركزاً لحياة سياسية وثقافية، واتخذ أمراء السلالة التالية وهي الاستراخانية بخارى مركزاً لهم وفقدت سمرقند أهميتها.
وفي القرن العاشر الهجري (السادس عشر الميلادي) نشطت العلاقات التجارية بين روسية والإمارات الأوزبكية، وأخذ الروس يطلقون في القرنين السابع عشر والثامن عشر اسم البخاريين على كل التجار والمهاجرين من آسيا الوسطى، كما أطلقوا الاسم نفسه على سكان تركستان الصينية التي سمَّوها بخارى الصغيرة.
بوفاة الخان عبد العزيز (1055-1091 هـ/1645-1680 م) انتهت آخر حقبة عظيمة من تاريخ الأوزبك، فقد استقل عدد من الأمراء في ولاياتهم واقتصر حكم الخان المقيم في بخارى على نطاق ضيق من مملكته.

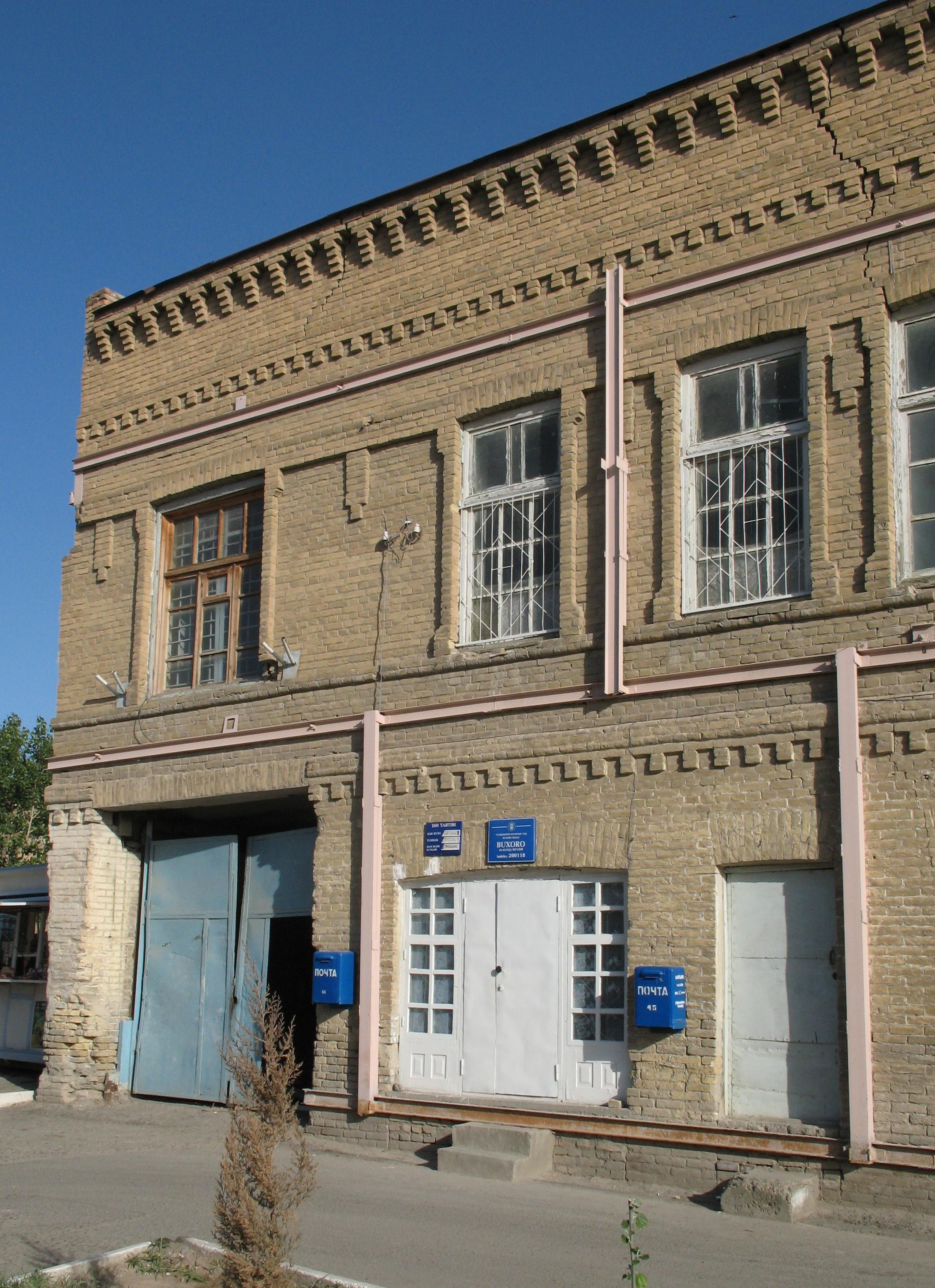
مكتب بريد

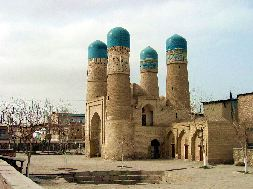

### الروس والإنجليز
في سنة 1740 استولى نادر شاه الصفوي على بخارى، ولكنها استعادت استقلالها بعد وفاته، وتولى الحكم فيها سلالة جديدة. وفي عهد الأمير مظفر الدين شاه (1860-1885) ازداد نفوذ الروس وتغلغلهم في بلاد ما وراء النهر، واضطر الأمير مُظفَّر إلى التخلي عن أجزاء واسعة من أراضيه لهم، ولم يتعرض الروس للعاصمة بخارى التي اتسع نفوذها غرباً سنة 1873 على حساب خانات خيوة (خوارزم سابقاً). وفي عهد الأمير عبد الأحد خان (1885-1910) اتفقت كل من روسيا وإنجلترا، التي كانت صاحبة النفوذ في أفغانستان، على رسم الحدود السياسية بين بخارى وأفغانستان، على أن يكون نهر بانج Pandj هو الحد الفاصل بينهما، ونُظمت العلاقات بين بخارى وروسية، وأُعلن قيام إمارة بخارى عام 1887. وفي سنة 1918 بعد قيام الثورة الشيوعية في «روسيا» استولى الثوار على «بخارى» وقاموا بتخريب المدينة، تخريبا لا يقل عن تخريب التتار لها.
استمرت إمارة بخارى حتى سنة 1920 حين سيطر الروس سيطرة نهائية عليها.
وفي سنة 1924 أعلن قيام جمهورية بخارى، ولكنها ما لبثت أن قُسمت بين جمهوريات طاجكستان وأوزبكستان وتركمنستان، وصارت بخارى إحدى المدن المهمة في جمهورية أوزبكستان.

## بخارى في الأدب
نظرا لأهميتها الثقافية فقد تجلى اسم بخارى في العديد من أعمال الأدب الفارسى. عرف علي أكبر دهخدا اسم بخارى على أنه «الملئ بالمعرفة». وقد أكد جلال الدين الرومي هذا المعنى مادحا المدينة بقوله -بخارى منجم المعرفة-
وفي الملحمة الرومانسية -اورلاندو العاشق- التي كتبها الإيطالى ماتيو ماريا بوياردو، يطلق على بخارى اسم أبوراكا التي وصفت بأنها مدينة كبيرة في كاثاي.

### في كتب الرحّالة
قال ياقوت الحموي في الجزء الأول من معجم البلدان: 
| بخارى | بُخَارى: هي أعظم مُدُن ما وراء النهر وأجلها، يُعبَر إليها من آمُل الشّطّ، وبينها وبين نهر جيحون يومان من هذا الوجه، وكانت قاعدة ملك الأمارة السامانية. | بخارى |

قال بطليموس في كتاب الملحمة، 
| بخارى | طول بخارى سبع وثمانون درجة، وعرضها إحدى وأربعون درجة، وهي في الإقليم الخامس، وطالعها الأسد تحت عشر درجات منه لها قلب الأسد كامل تحت إحدى وعشرين درجة من السرطان، ويقابلها مثلها من الجدي، وبيت ملكها مثلها من الحمل، وبيت العاقبة مثلها من الميزان، ولها شركة في العيُّوق ثلاث درجات، ولها في الدُّب الأكبر سبع درجات. | بخارى |

وقال أبو عَوْن في زيجه: 
| بخارى | عرضها ست وثلاثون درجة وخمسون دقيقة، وهي في الإقليم الرابع، وأما اشتقاقها وسبب تسمية بخارى بهذا الاسم فإني تطلْبته فلم أظفر به، ولا شك أنها مدينة قديمة نزهة كثيرة البساتين واسعة الفواكه جيّدَتُها، عهدِي بفواكهها تُحمَل إلى مَرْوَ، وبينهما اثنتا عشرة مرحلة، وإلى خوارزم، وبينهما أكثر من خمس عشرة يوماً، وبينها وبين سمرقند سبعة أيام أو سبعة وثلاثون فرسخاً، وبينهما بلاد الصّغد. | بخارى |

## أهم الآثار والمعالم

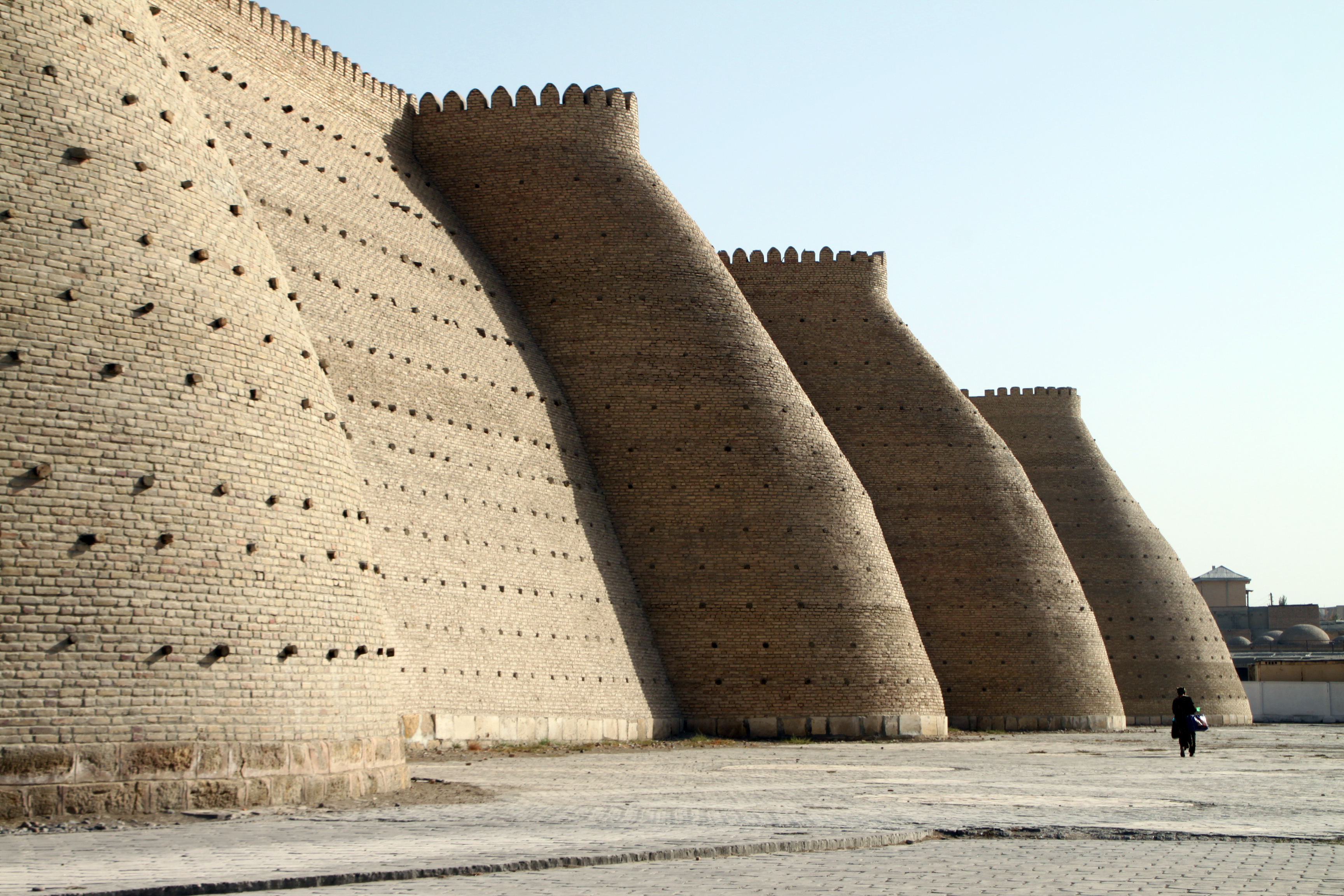
جدار قلعة بخارى، المسمى السفينة

- يوجد في بخارى إلى الآن أكثر من (140) أثرا معمارياً من أشهرها:
- قُبة السامانيين
- مسجد نمازكاه الذي شيد في القرن السادس الهجري.
- مئذنة كاليان، التي أقامها أرسلان خان سنة 1127 م.
- مسجد بلند
- ضريح البخاري
- حوض «ماء لب»: الذي شُيِّد بأمر أحد مسئولي بخارى، والحوض يكسوه الحجر الجيري، وحوله حدائق غنَّاء.[8]

## السكان
إن أول الشعوب التي استقرت في إقليم تركستان هم الترك، كما سكن بلاد ما وراء النهر الإيرانيون أيضاً الذين تبادلوا السيطرة والنفوذ مع الترك على تلك المناطق إلى ما قبل الفتح الإسلامي، وقد خرب الغزو المغولي بخارى تخريباً شديداً، وكان لذلك أثر سلبي في عدد سكانها، واستعادت المدينة مكانتها في العهود التالية ووصل عدد السكان عام 1939 إلى نحو 50.000 نسمة، وارتفع إلى نحو 235.000 نسمة عام 1995.

### أعلام بخارى
- البخاري صاحب الصحيح (صحيح البخاري)
- الزمخشري
- علاء الدين البخاري
- ابن سينا البلخي
- بو زكرياء البخاري
- بهاء الدين النقشبند
- أبو علي البلعمي
- محمد عوفي
- صدر الدين عيني
- يحيى بن جعفر البارقي
- محمد أحمد البخاري

## اقرأ أيضا
- مئذنة فوبقند
- فوبقند
- مئذنة كالان